# 乌涅恰区
乌涅恰区（俄语：Унечский район）是俄罗斯联邦布良斯克州下辖的一个区，其行政中心为乌涅恰。据2016年统计，该区的人口为36360人。